# Merrill Lynch
Bank of America Merrill Lynch je divize investičního bankovnictví a správce majetku banky Bank of America. S více než 20 000 brokery a 2,5 biliony USD je Merrill Lynch největší brokerská společnost a investiční banka na světě. Merrill Lynch poskytuje služby na kapitálových trzích, investiční bankovnictví a poradenské služby, správy majetku, správa aktiv, pojišťovnictví, bankovnictví a souvisejících finančních služeb po celém světě. Do roku 2009 byla veřejně obchodovanou společností na Newyorské burze pod kódem MER a známa jako Merrill Lynch & Co., Inc. V důsledku finanční krize byla banka ovládnuta a spojena s Bank of America.

## Historie
Společnost byla založena 6. ledna 1914, kdy společnost Charles E. Merrill & Co pod vedením Charlese Edwarda Merrilla zahájila činnost na adrese 7 Wall Street v New Yorku. O několik měsíců později se k Merrillovi připojil jeho přítel, Edmund Calvert Lynch,a v roce 1915 byl název oficiálně změněn na Merrill, Lynch & Co – v té době měla firma jméno s čárkou mezi slovy Merrill a Lynch. V roce 1916 se připojil ještě Winthrop H. Smith.
Mezi rané investice firmy patřila především koupě společnosti Pathé Exchange v roce 1921, která se později přejmenovala na RKO Pictures. V roce 1926 udělala jeden z největších nákupů, a to koupě kontrolního podílu akcií ve společnosti Safeway, která byla kolem roku 1930 třetím největším řetězcem s potravinami v USA. Většina maloobchodních aktivit byla přesunuta do makléřské firmy E.A. Pierce. V roce 1952, po smrti Edmunda Lynche byla společnost přejmenována na Merrill Lynch & Co. Od roku 1958 byl název změněn na Merrill Lynch, Pierce, Fenner & Smith a společnost se stala členem Velké rady New York Stock Exchange. Na rozdíl od jiných investičních bank jako například Morgan Stanley, byla Merrill Lynch známá tím, že její brokeři byli snadno dostupní a nezávislí.
V důsledku krize v letech 2007–2009 byla společnost těžce zasažena nejen díky spekulacím na realitním trhu, ale i její další obchody byly velmi toxické. Společnost ve velkých ztrátách byla nucena požádat o pomoc ministerstvo financí USA a ti schválili pomoc bance, ale s tím, že bude koupena bankou Bank of America. Tak se i stalo a nyní je banka v držení právě skupiny kolem Bank of America.